# 島津ダイアグノスティクス
島津ダイアグノスティクス株式会社（しまづダイアグノスティクス、英: Shimadzu Diagnostics Corporation.）は、日本の製薬会社である。島津製作所のグループ企業。かつてはニッスイのグループ企業であった。

## 概要
1935年に、漁場調査・漁船漁具の改良・魚類の養殖・水産加工品の製法の研究等を事業目的とした日産コンツェルンの水産に関する研究所「株式会社日産水産研究所」として創業。漁業や水産資源の高度活用など多岐にわたる研究成果を事業として発展させ、日本の水産業の近代化とともに歴史を歩み、哺乳動物の臓器を原料とする栄養剤など医薬品、病原菌や各種細菌の検査用培地や診断用薬の製造・販売を行う。1962年（昭和37年）に前社名である日水製薬株式会社に改称した後も、培ってきたDNAを今日における診断薬や医薬品の研究や開発に受け継ぐ研究開発型の製薬会社である。
主要事業は、臨床診断薬（微生物学的診断用薬/免疫血清学的診断用薬/精度管理用血清）、産業検査薬（微生物学的検査薬/免疫血清学的検査薬）等のHACCPに対応する細菌学的検査用薬・環境関連検査用薬・バイオ関連製品等の研究や開発を行っている。
「オープンイノベーションの中で新たなビジネスを生み出す」「オンラインでグローバルにサービスや規格を提供していく」を経営方針に掲げ現在では、将来性のある基盤技術獲得に向けたオープンイノベーション推進、再生医療分野での新規事業化に向けた先端技術研究、外部企業との連携や大学・企業との共同開発などに積極的に取り組んでいる。

## 沿革
- 1935年（昭和10年）- 株式会社日産水産研究所を設立。
- 1937年（昭和12年）- 鯨肝臓から増血栄養剤及び動物胆汁から胃腸薬を製造し販売を開始。
- 1952年（昭和27年）- SS寒天培地の製造・販売を開始。
- 1958年（昭和33年）- 社名を株式会社日産研究所に変更。
- 1962年（昭和37年）- 日水製薬株式会社に改称。
- 1970年（昭和45年）- 日本水産（現・ニッスイ）中央研究所内から研究室を移転。
- 1990年（平成2年）- 東京証券取引所第2部に上場。
- 2006年（平成18年）- 東京証券取引所第1部に指定。
- 2009年（平成21年）- 日本クリエート株式会社（連結子会社）を吸収合併。
- 2010年（平成22年）- 株式会社ライフミン（連結子会社）を吸収合併。
- 2011年（平成23年）- 株式会社リスブラン（連結子会社）を吸収合併。
- 2013年（平成25年）- ミクニ化学産業株式会社（非連結子会社）を吸収合併。
- 2016年（平成28年）- 日水製薬医薬品販売株式会社とニッスイファルマ・コスメティックス株式会社（共に連結子会社）を設立。
- 2017年（平成29年）- ニッスイファルマ・コスメティックスの株式を千趣会に譲渡（同年9月1日付で株式会社ユイット・ラボラトリーズへ商号変更、2022年(令和4年)4月1日付でアクシージア傘下となる）。
- 2019年（平成31年）- Nissui Pharma Solutions S.A.S.（海外子会社）を設立。
- 2020年（令和2年）- 肝臓水解物事業を会社分割（吸収分割）により日水製薬医薬品販売株式会社に承継した後、同社の全株式をゼリア新薬工業に譲渡[2]（日水製薬医薬品販売は同年6月29日付で健創製薬株式会社へ商号変更[3]され、2025年4月1日付で親会社のゼリア新薬工業へ吸収合併される）。
- 2022年（令和4年）
  - 8月4日 - 島津製作所が株式公開買付けにより、議決権所有割合ベースで34.68%の株式を取得[4]。
  - 9月29日 - 親会社の日本水産（現・ニッスイ）が自己株式の公開買付けに応じ、保有全株式を売却。島津製作所の保有株式が議決権所有割合ベースで78.91%となり親会社となる[5]。
  - 11月11日 - 東京証券取引所プライム市場上場廃止。
  - 11月15日 - 株式併合により、島津製作所の完全子会社となる[6]。
- 2023年（令和5年）4月1日 - 島津ダイアグノスティクス株式会社に商号変更[7]。

## 事業所

### 本社
- 本社 - 東京都台東区

### 研究・開発拠点
- 研究所 - 茨城県結城市

### 工場・物流拠点
- 診断薬工場・再生医療用培地工場 - 茨城県結城市
- 原薬工場 - 埼玉県久喜市
- ロジスティックスセンター - 茨城県結城市

### 営業拠点
- 札幌 - 札幌市北区
- 仙台 - 仙台市青葉区
- 東京 - 東京都台東区
- 名古屋 - 名古屋市中村区
- 大阪 - 大阪府豊中市
- 広島 - 広島市東区
- 福岡 - 福岡県古賀市

## 主要製品

### 診断薬（臨床診断薬）
- 全自動細菌検査装置ライサスシリーズおよび専用試薬（細菌の同定・薬剤感受性試験）
- アキュレート™・アキュディア™ 培地シリーズ（細菌検査用培地）
- 全自動エンザイムイムノアッセイ装置AIAシリーズおよび専用試薬（血液中の成分などの測定）
- L-コンセーラ、L-スイトロール（臨床検査における精度管理用血清）

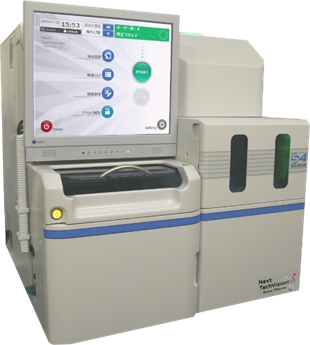
全自動迅速同定・感受性測定装置ライサス® S4
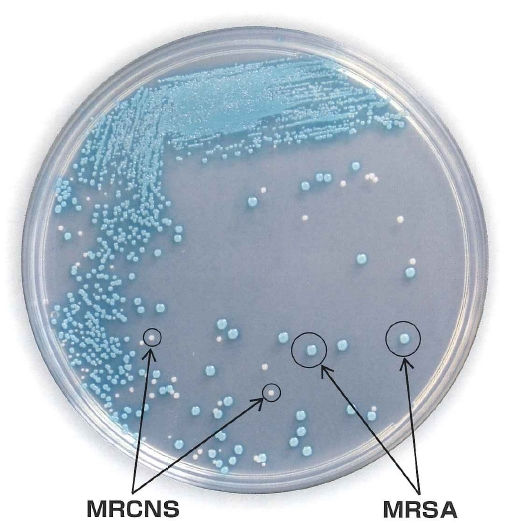
アキュレート™ X-MRSA寒天培地
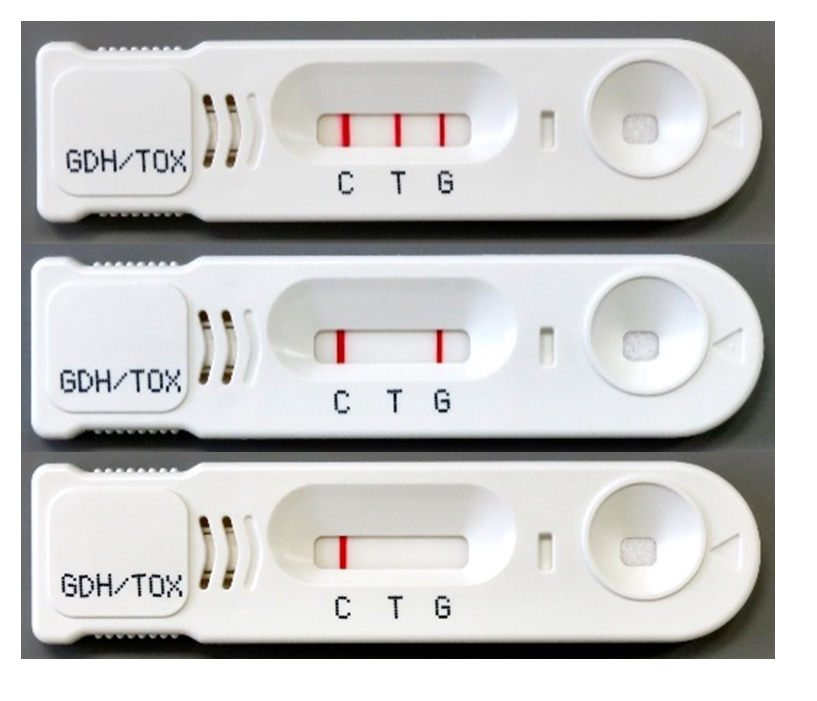
GEテスト イムノクロマト ‐ CD GDH／TOX「ニッスイ」

### 診断薬（産業検査薬）
- コンパクトドライ™（乾式簡易培地）
- マイコプラズマ遺伝子検出キット Myco Finder
- 粉末培地・顆粒培地
- フードスタンプ（細菌検査用培地）
- ECブルー（飲料水中の大腸菌・大腸菌群検査用培地）
- ＠BactLAB（Colony Counter Global Service for Global）

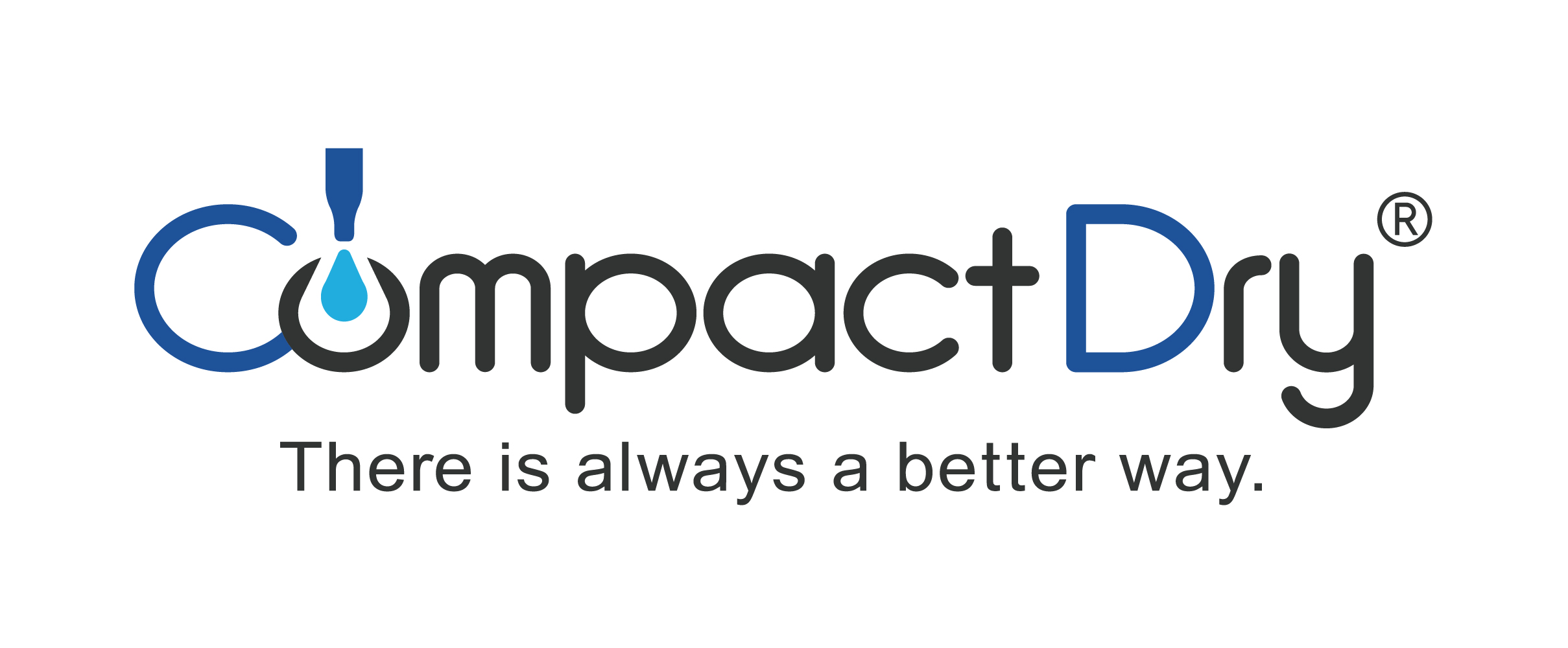
CompactDry™
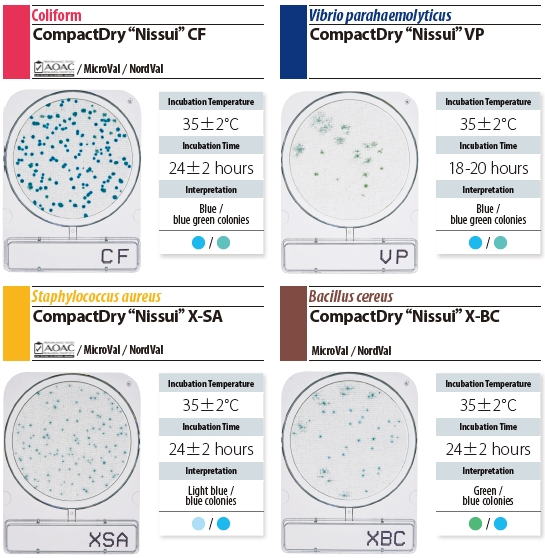
菌数測定用簡易培地 コンパクトドライ™
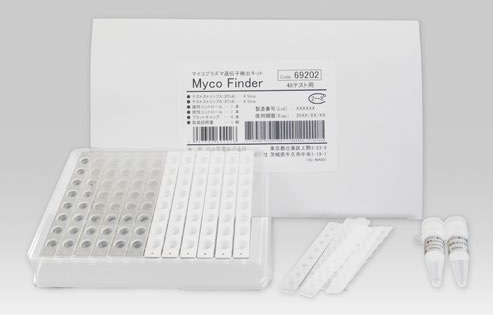
マイコプラズマ遺伝子検出キット Myco Finder
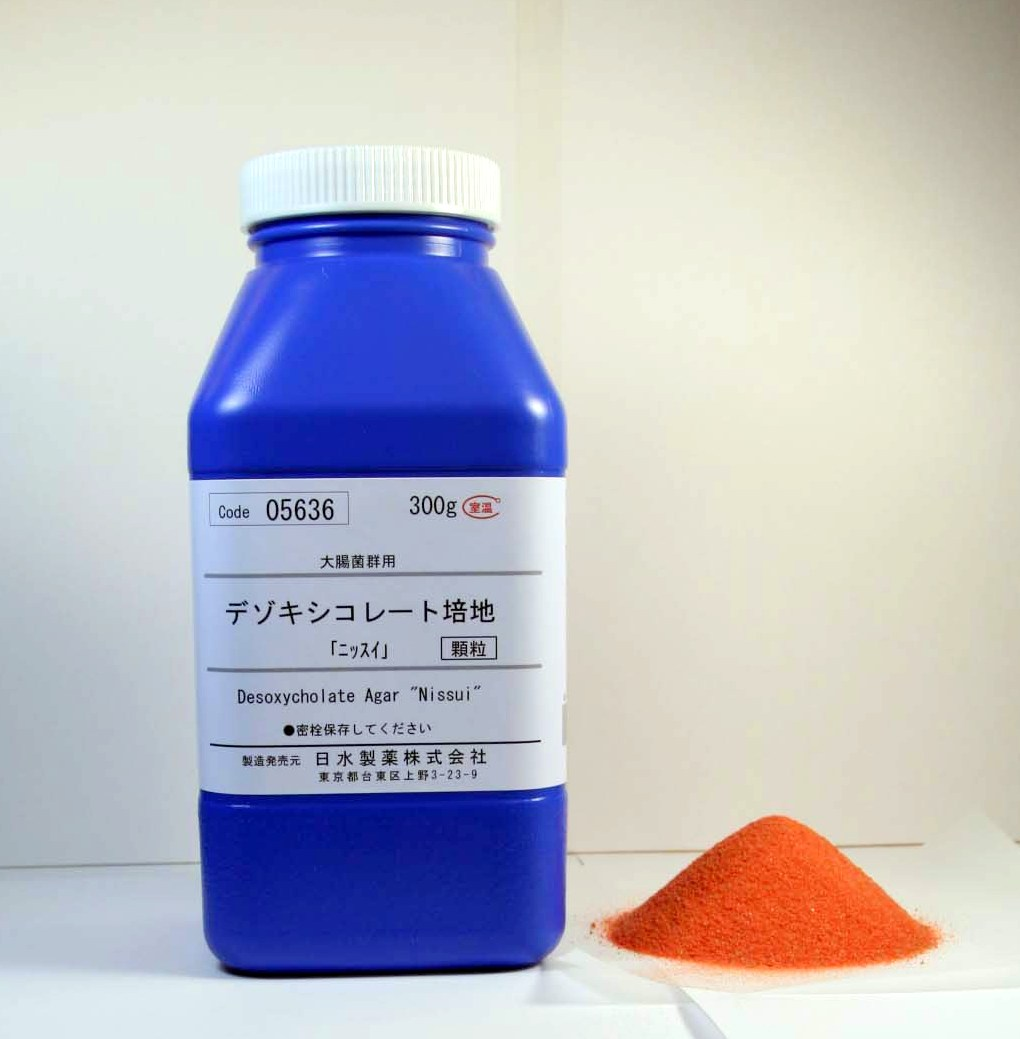
大腸菌群用 デゾキシコレート培地（顆粒）

## バイオベンチャー企業への出資や共同研究について
- 東京医科歯科大学：抗ウイルス免疫細胞治療に関する研究
- セルジェンテック株式会社：家族性LCAT（たんぱく質）欠損症の遺伝子治療の研究
- 株式会社アディポシーズ：皮下脂肪組織から人工血小板を創製する培養技術の研究
- コラジェン・ファーマ株式会社：人工コラーゲンの研究用試薬の製造販売及び医療用バイオマテリアルの研究開発
- 株式会社サリバテック：唾液を使用したがん簡易検査の研究
- マイキャン・テクノロジーズ株式会社：再生医療分野における発熱性物質試験の事業

## 関連企業
- 島津製作所（親会社）

## 関係する人物
- 坂崎利一（阪崎利一）

元国立予防衛生研究所（現・国立感染症研究所）の細菌第一部第一室長。日水製薬の本社には坂崎の業績展示コーナーがあり、朝日文化賞・Bergey's Award・野口英世記念医学賞・デンマーク王立獣医農学大学などに関する授与品や書籍が閲覧可能である。同社は日本の細菌学発展に偉大な功績を残した坂崎の偉業を讃え、元神戸市環境保健研究所細菌部長で医学博士の仲西寿男を発起人として食品衛生検査セミナー賞（坂崎利一賞）を創設、若手の研究者へ食品衛生感染症の起因菌及び迅速検査等の研究に関し今後の活躍に期して授与されている。
- 黒岩 悠

（以下、株式会社ヤマハミュージックエンタテインメントホールディングスWebサイトより引用）
ピアニスト。東京都三鷹市出身。音楽家の一家に生まれ（父は指揮者の黒岩英臣）、5歳より桐朋学園音楽教室にて吉田文子に師事しピアノを始める。東京音楽大学附属高校にて弘中孝、宮崎和子に師事。在学中特待生奨学金を受ける。その後渡欧しイタリアのイモラ国際ピアノアカデミーにて研鑽を積む。フランコ・スカラ、ラザール・ベルマン、ボリス・ペトルシャンスキー、レオニード・マルガリウス、セルケイ・ババヤンに師事した他、イーヴォ・ポゴレリッチより教えを受ける。大垣音楽祭室内楽演奏会に出演し最優秀新人賞を受賞。マルサラ国際コンクール、パドヴァ国際コンクールをはじめ、優勝入賞多数。
ピアニストの黒岩は日水製薬株式会社時代より親交を深めており情熱を奏でる音色に寄り添っている。
- 2015年8月21日 - 日水製薬株式会社 80周年記念式典 演奏
- 2022年6月11日 - リサイタルコンサート（浜離宮朝日ホール）協賛　など

## デジタルプラットフォームの展開
- 内部精度管理・リアルタイム外部精度管理デジタルプラットフォームNi-QCS（ニクシス）

検査室向け内部精度管理（リアルタイム外部精度管理）やグループ・団体向け外部精度管理をデジタルプラットフォームを活用して支援している。Ni-QCS（ニクシス）は島津ダイアグノスティクスが開発した精度管理システムである。ISO 15189や病院機能評価の要求事項に対応し、検査室での利用ニーズを追求したインターフェイスや機能を実装している。各精度管理用プール血清製品の測定データや他施設との比較(外部精度管理)、検査室で必要な情報を簡単にオンラインサービスにより確認・ダウンロードが可能。また、グループや団体などで行う外部精度管理調査の解析業務を担い、精度管理に寄与することを目的としている。
- Colony Counter Global Service ＠BactLAB（コロニーカウンターグローバルサービス アットバクトラボ）

CompactDry™（コンパクトドライ＝乾式簡易培地）で培養した画像から細菌（コロニー）を画像からカウントするアプリケーション。AWS（Amazon Web Service）クラウドとAI（人工知能技術）を利用して迅速・簡単にコロニーのカウントができる。スマートフォンアプリもしくはサービスサイトにて会員登録をした後、CompactDry™ で培養された細菌（コロニー）を撮影して画像をアップロードすれば数秒で菌数カウントが可能になり、品質管理工程の業務軽減に繋がる。本サービスで使用しているクラウド画像認識技術は、島津ダイアグノスティクスと日立ソリューションズが共同で開発した画像認識システム用のAI（人工知能）技術を使用。リアルタイムオブジェクト検出アルゴリズムと呼ばれる物体検知AIネットワーク【YOLOv4】は、「You Only Look Once」の頭文字に由来しており、その特性である“シングルショットでの物体検出の特性”“リアルタイム検出に強いアルゴリズム”“処理速度が非常に利点”を活かすことで、パフォーマンスの最大化を実現しコロニーカウントの精度と処理速度に貢献している。